# Фенілтіокарбамід
Фені́лтіокарбамі́д (ФТК), або фені́лтіосечови́на — органічна сполука, що має дивні властивості — деякі люди характеризують її смак як дуже гіркий, тоді як інші смаку ФТК не відчувають взагалі. Ця відмінність залежить від генотипу. Відчувають смак фенілтіокарбаміду люди з домінантною алеллю відповідного гену. Тест на здатність відчувати смак ФТС — один з найбільш розповсюджених генетичних тестів у генетиці людини.
Близько 70 % людей відчувають смак фенілтіокарбаміду: від 58 % серед аборигенів Австралії та Нової Гвінеї до 98 % для американських індіанців. Згідно з дослідженнями, люди, що не палять, а також не мають схильності до кави та чаю, частіше відчувають смак ФТК, ніж у середньому в популяції. Дискусійним залишається питання, чи дійсно жінки відчувають смак ФТК частіше за чоловіків.
Здатність відчувати фенілтіокарбамід пов'язана з алелями смакового рецептору TAS2R38

## Історія
Те, що відчуття смаку ФТК залежить від генотипу з'ясував у 1931 році хімік Артур Фокс з компанії DuPont . Так, через його необережність у повітря лабораторії здійнялася хмара порошкоподібного фенілтіокарбаміду. Колеги у кімнаті помітили дивний гіркий смак цієї речовини у повітрі, але сам Фокс, що знаходився ближче і отримав значно більшу дозу, ніякого смаку не відчував. Далі Фокс продовжив досліди зі здатністю людей відчувати смак ФТК серед родичів та друзів, розпочавши роботу для генетиків майбутнього. Генетична кореляція результатів була настільки сильною, що тест із ФТК навіть вживали як тест на батьківство, допоки його не змістив ДНК-тест.

## Смак
Існує чимало доказів зв'язку між здатністю відчувати смак ФТК та поведінкою людини. Так, люди, які багато палять, майже не відчувають смаку фенілтіокарбаміду та 6-n-пропілтіоурацилу. Тобто смакові відчуття, можливо, захищають від звички палити.